# Columbian Exchange
Columbian Exchange (englisch für Kolumbianischer Austausch) ist ein auf Forschungsarbeiten des US-amerikanischen Historikers Alfred W. Crosby zurückgehender Ausdruck, der seit den 1970er Jahren verwendet wird, um die enorme Verbreitung und Wechselwirkung von für die jeweiligen Kontinente zunächst neuartigen landwirtschaftlichen Waren und Produkten aus Flora und Fauna zwischen der östlichen und westlichen Hemisphäre zu bezeichnen. Er trat als eine der Rückwirkungen der europäischen Expansion nach der Entdeckung Amerikas 1492 durch Christoph Kolumbus auf und trug beiderseits des Atlantiks zu einer ökologischen Veränderung insbesondere in der Naturgeschichte Europas und Amerikas ab dem 16. Jahrhundert bei.
Die im deutschsprachigen Raum bisweilen auch als Kolumbus-Effekt bezeichneten Vorgänge (siehe Abschnitt Dokumentarfilm) bilden eine wichtige Grundlage für vielfältige, teils revolutionäre historische Entwicklungen der Neuzeit, die sich auch im sozialen, wirtschaftlichen und politischen Kontext der Weltgeschichte seit Anfang des 16. Jahrhunderts niederschlugen.
| Lebewesen/ Organismus | Alte Welt | Neue Welt |
| --------------------- | --- | --- |
| Tiere                 | - Altweltkamele - Pferde - Esel - Schweine - Rinder - Ziegen - Schafe - Westliche Honigbiene                                                                             | - Truthuhn - Lamas - Alpakas - Meerschweinchen |
| Pflanzen              | - Reis - Weizen - Gerste - Hafer - Roggen - Rüben - Zwiebeln - Kohl - Kopfsalat - Pfirsiche - Birnen - Zuckerrohr - Weintraube - Speiserübe - Kaffee - Bananen - Orangen | - Mais - Kartoffeln - Erdnüsse - Tomaten - Kürbisse - Ananas - Papayas - Avocados - Phaseolus - Kakao - Paprika - Süßkartoffel - Tabak - Vanille - Chinarinde - Maniok |
| Krankheiten           | Bakteriell: - Tuberkulose - Cholera - Beulenpest Viral: - Pocken - Gelbfieber - Masern Parasitär: - Malaria                                                              | Bakteriell: - ein Syphilis-Stamm? (strittig, s. Artikel) Parasitär: - Chagas-Krankheit                                                                                 |

## Auswirkungen
Der Austausch von Pflanzen und Tieren wandelte die europäischen, amerikanischen, afrikanischen und asiatischen Lebensarten um. Nahrungsmittel, die einige Völker nie zuvor gesehen hatten, wurden unverzichtbar. Praktisch keine Gesellschaft auf der Erde konnte sich den Auswirkungen entziehen. Dies umfasst auch den Kulturbau der Neobiota.
Das Jahr 1492 wird hier als allgemeines Stichdatum gewählt, das jeweilige Einsetzen der Wirkungen ist nach Landstrich durchaus unterschiedlich:
So waren beispielsweise Kartoffeln vor 1492 außerhalb Südamerikas unbekannt, jedoch im 18. Jahrhundert in Irland unverzichtbar. Der erste europäische Import, das Pferd, änderte die Lebensgewohnheiten vieler amerikanischer Ureinwohner auf den Prärien in einen nomadischen Lebensstil mit der Jagd auf Bisons zu Pferde. Die Tomatensauce, hergestellt aus Tomaten aus der Neuen Welt, wurde ein italienisches Wahrzeichen, aber Kaffee und Zuckerrohr aus Asien bildeten die wichtigsten Anbaupflanzen Lateinamerikas. Vorher gab es keine Orangen in Florida, keine Bananen in Ecuador, keine Rinder und Milchprodukte in Argentinien, keine Kautschukbäume in Afrika, keine Viehwirtschaft in Texas und keine Schokolade in der Schweiz.
Die Übertragung von Krankheiten aus Europa nach Amerika hatte verheerende Auswirkungen, da die Ureinwohner Amerikas keine natürliche Immunität gegen die neuen Krankheiten hatten.
Aber auch umgekehrt kam es zur Ausbreitung gefährlicher Krankheitserreger von Amerika nach Europa, siehe z. B. Syphilis.

## Dokumentarfilm
- 1492 – Der Kolumbus-Effekt; Deutschland/Frankreich 2009, Buch und Regie: Christina Trebbi, Koproduktion von arte, ZDF und National Geographic Channel, 91 Minuten; szenischer Dokumentarfilm zum Thema